# San Martín de la Vega del Alberche
San Martín de la Vega del Alberche község Spanyolországban, Ávila tartományban. San Martín de la Vega del Alberche Navadijos, Navarredonda de Gredos, Hoyos del Espino, Hoyos del Collado, San Juan de Gredos, Navaescurial, Villafranca de la Sierra, Navacepedilla de Corneja és Garganta del Villar községekkel határos. Lakosainak száma 153 fő (2024).

## Népesség
A település népessége az utóbbi években az alábbiak szerint változott:
| Lakosok száma | 293  | 253  | 244  | 217  | 198  | 187  | 177  | 168  | 163  | 153  |
|               | 2001 | 2004 | 2006 | 2009 | 2011 | 2014 | 2016 | 2019 | 2021 | 2024 |